# Gare de Villennes-sur-Seine
La gare de Villennes-sur-Seine est une gare ferroviaire française de la ligne de Paris-Saint-Lazare au Havre. Elle est située sur le territoire de la commune de Villennes-sur-Seine, dans le département des Yvelines).
C'est une gare de la Société nationale des chemins de fer français (SNCF), desservie par les trains de la ligne J du réseau Transilien. Elle se situe à 29,7 km de la gare de Paris-Saint-Lazare.

## Situation ferroviaire
Établie à 24 m d'altitude sur la rive gauche de la Seine, la gare est située au point kilométrique (PK) 29,703 de la ligne de Paris-Saint-Lazare au Havre. Elle suit la gare de Poissy et précède la gare de Vernouillet - Verneuil (s'intercale la halte fermée de Médan).

## Histoire
Un premier bâtiment est établi dès 1844.
Une halte, créée en 1880 laisse place à une gare inaugurée en mai 1911, dont le bâtiment des voyageurs est réalisé par l'architecte Alexandre Barret (1863-1921) sur des plans établis par Antoine Raguenet pour le bâtiment de la gare de Clamart édifié en 1904 et détruit en 1972.

## Fréquentation
De 2015 à 2023, selon les estimations de la SNCF, la fréquentation annuelle de la gare s'élève aux nombres indiqués dans le tableau ci-dessous.
| Année         | 2015    | 2016    | 2017    | 2018    | 2019    | 2020    | 2021    | 2022    | 2023      |
| ------------- | ------- | ------- | ------- | ------- | ------- | ------- | ------- | ------- | --------- |
| Fréquentation | 726 073 | 682 829 | 639 197 | 587 565 | 541 158 | 285 276 | 781 301 | 975 080 | 1 037 553 |

## Service des voyageurs

### Accueil
En 2013, la gare est ouverte du lundi au vendredi de 05 h 55 à 20 h 55, les samedis de 10 h 00 à 17 h 45 et les dimanches et fêtes de 12 h 00 à 19 h 45. Le guichet dispose de boucles magnétiques pour personnes malentendantes. Un distributeur de boissons est disponible dans la salle d'attente.

### Desserte
Villennes-sur-Seine est desservie par les trains de la ligne J du Transilien (réseau de Paris-Saint-Lazare).

### Intermodalité
La gare est desservie par les lignes 27 et 28 du réseau de bus de Poissy - Les Mureaux et, la nuit, par la ligne N151 du réseau Noctilien.

Installations et desserte
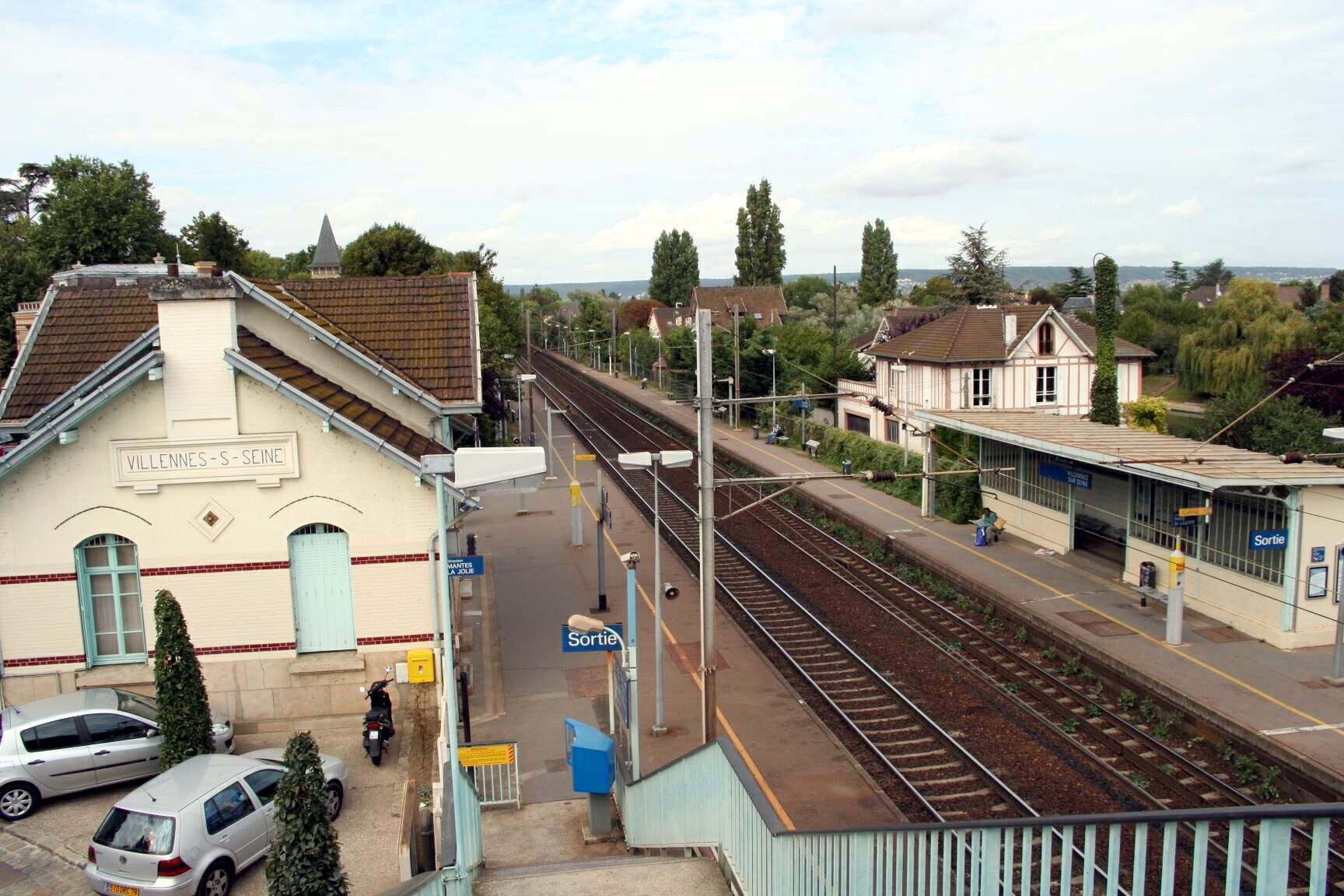
2006.
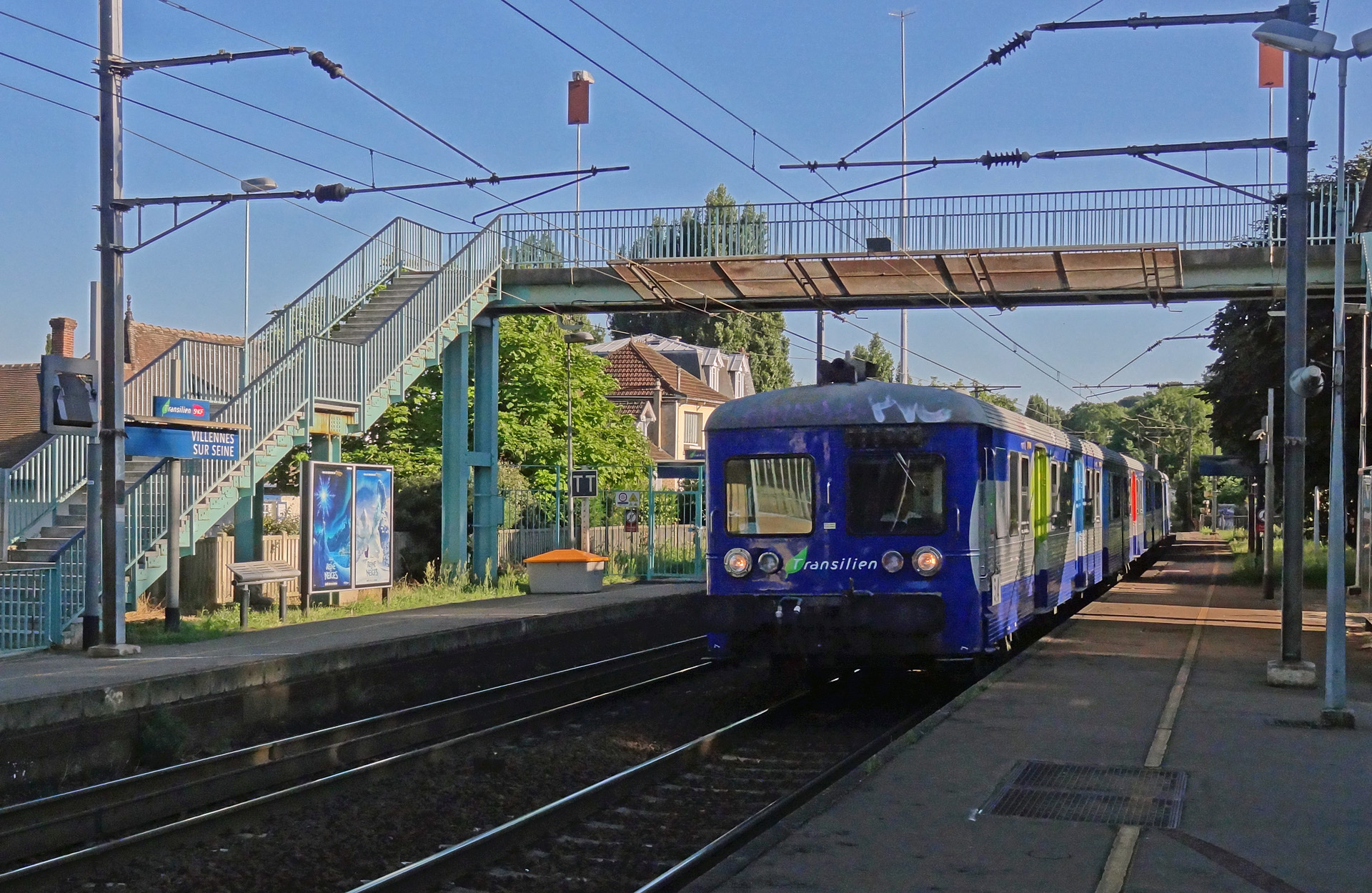
2013.
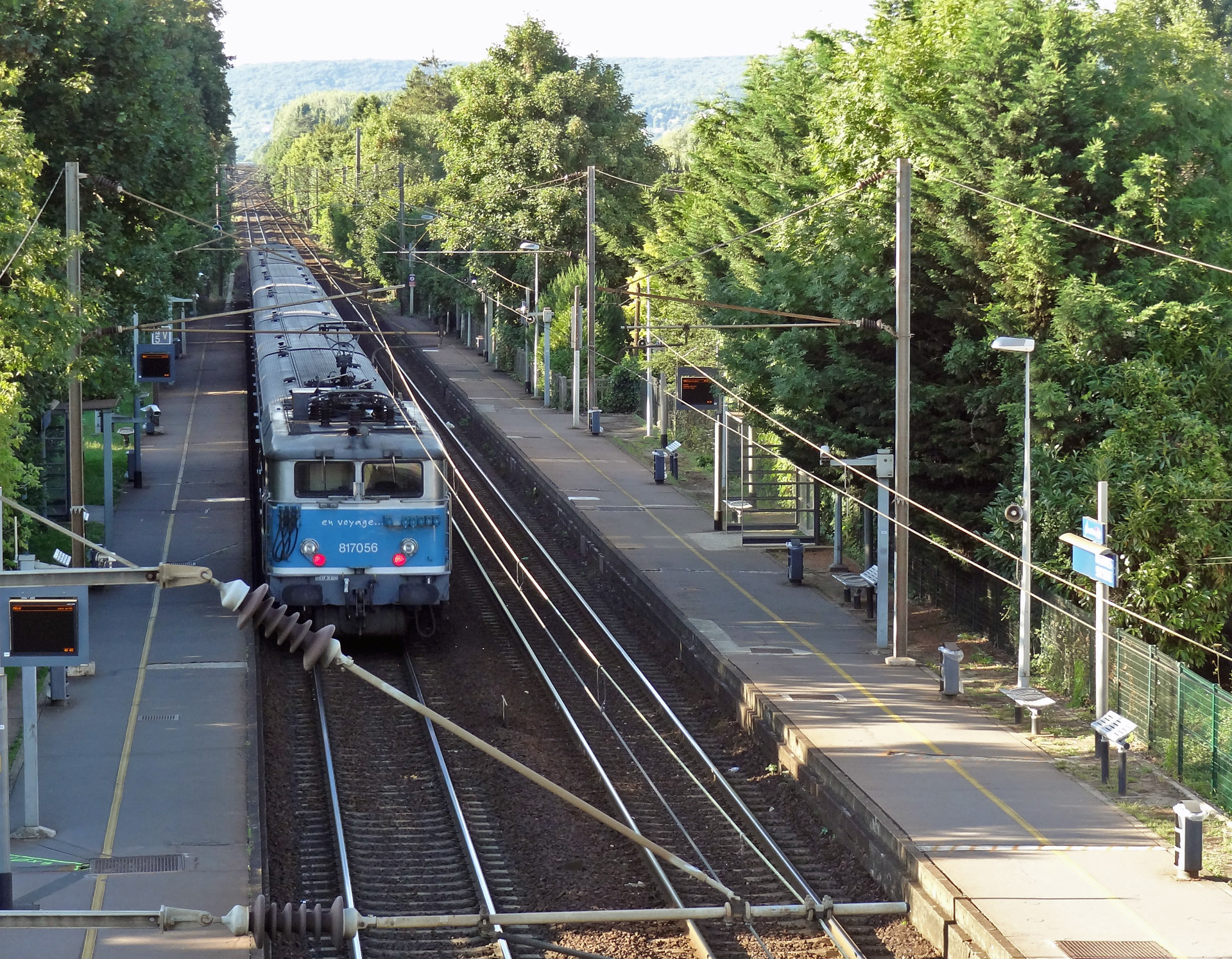
2013.

## Passage à niveau

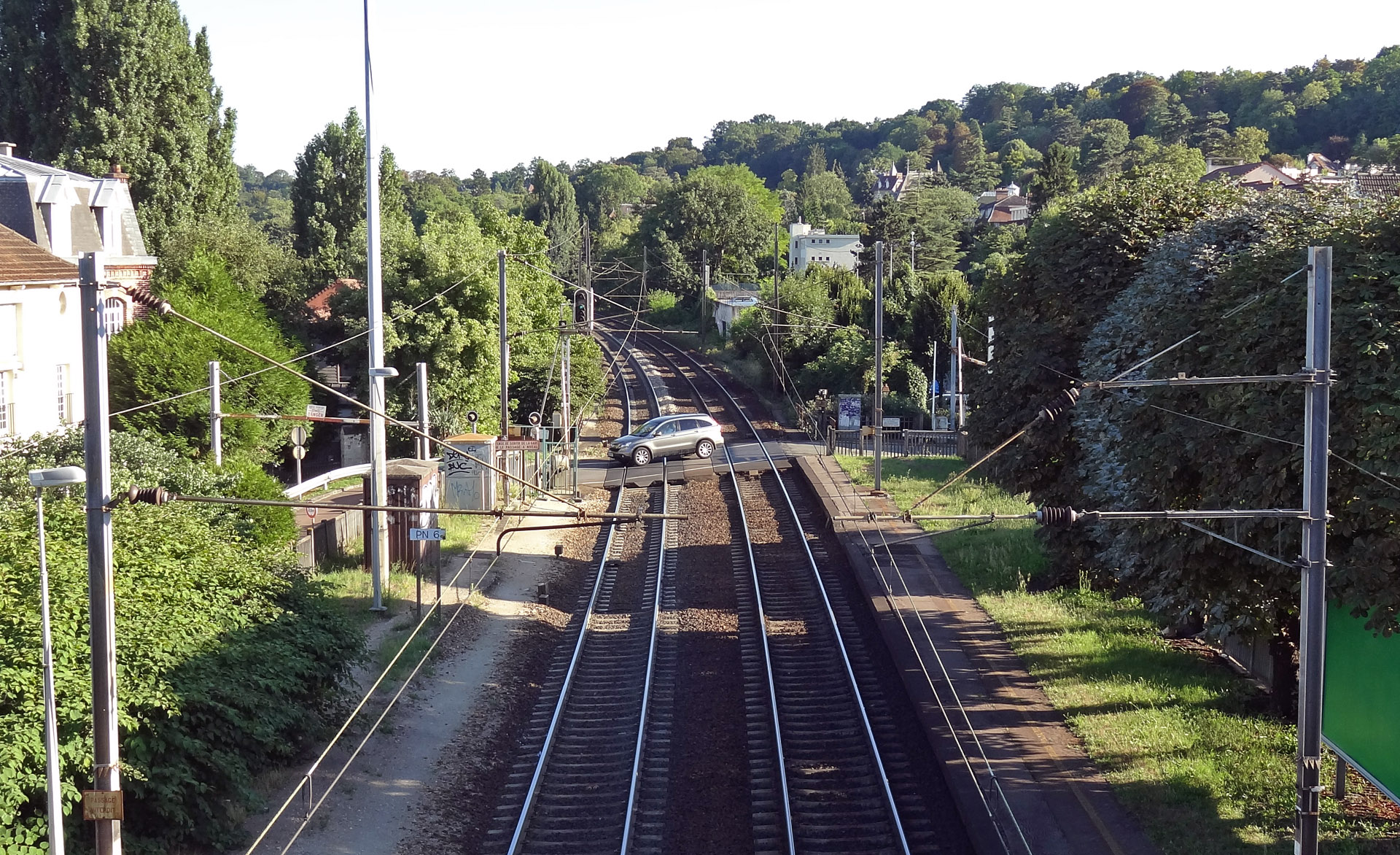
Le passage à niveau.

Le passage à niveau n°6 de type SAL 4 (quatre demi-barrières), situé au point kilométrique (PK) 29,600 à proximité immédiate de la gare côté Paris, est aujourd'hui le premier rencontré depuis Paris-Saint-Lazare, au débouché d'une courbe ne laissant qu'une faible visibilité. 
Situé en pleine agglomération sur un axe ferroviaire très fréquenté où les trains les plus rapides circulent à 160 km/h, il a été classé parmi la liste nationale des passages à niveau préoccupants du réseau ferroviaire établie par la SNCF. Il a en effet été le théâtre de nombreux accidents mortels depuis plusieurs décennies en raison du non-respect du code de la route. Ce passage permet l'accès à l'île privée de Villennes et à une rue pavillonnaire longeant la Seine en direction de Poissy.

## Au cinéma
La gare apparaît dans différents films et téléfilms, dont :
- Les Démons de Jésus de Bernie Bonvoisin, où l'on peut voir Patrick Bouchitey et Thierry Frémont ;
- l'épisode Pour la vie (tourné en 2012) de la série Joséphine, ange gardien.

Par ailleurs, en 2015, une publicité pour la version japonaise de la boisson Orangina (Lemongina) y a été tournée avec Richard Gere.

## Patrimoine ferroviaire
Le bâtiment voyageurs (BV) de style Art nouveau a reçu en 2019 le label « Patrimoine d'intérêt régional » qui vise à valoriser et favoriser la protection d'éléments ne faisant pas l'objet d'un classement. Construit en 1911 en reprenant les plans de l'ancienne gare de Clamart, démolie en 1972, ce petit bâtiment s'articule autour d'une salle des pas perdus éclairée de part et d'autre par une verrière sous un toit à deux versants (avec un plafond en ogive) perpendiculaire aux ailes disposées de part et d'autre. Des festivités en costume d'époque avaient eu lieu pour célébrer les 100 ans de sa construction.

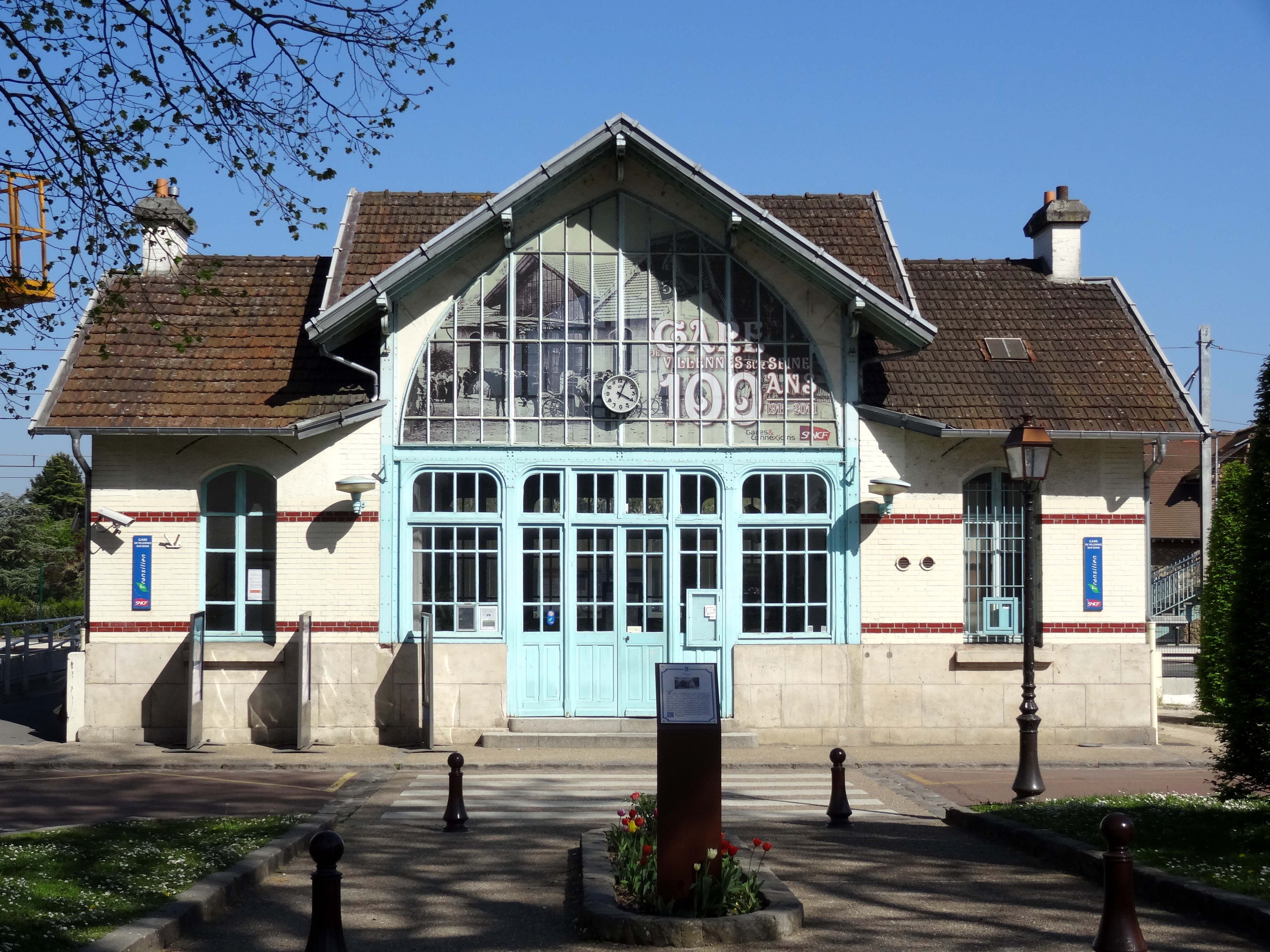
Le bâtiment voyageurs vu de face.
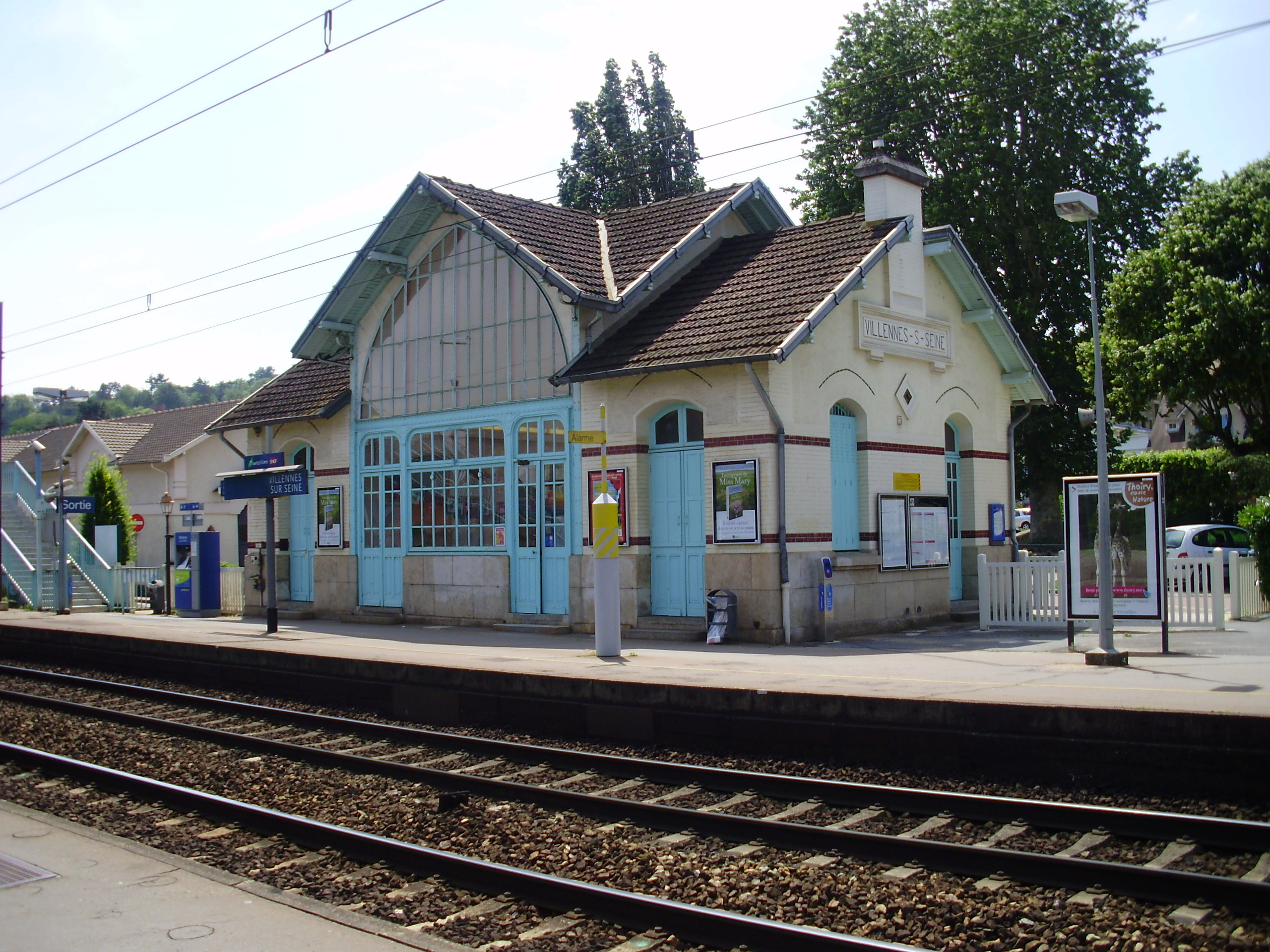
Vue depuis le quai opposé.
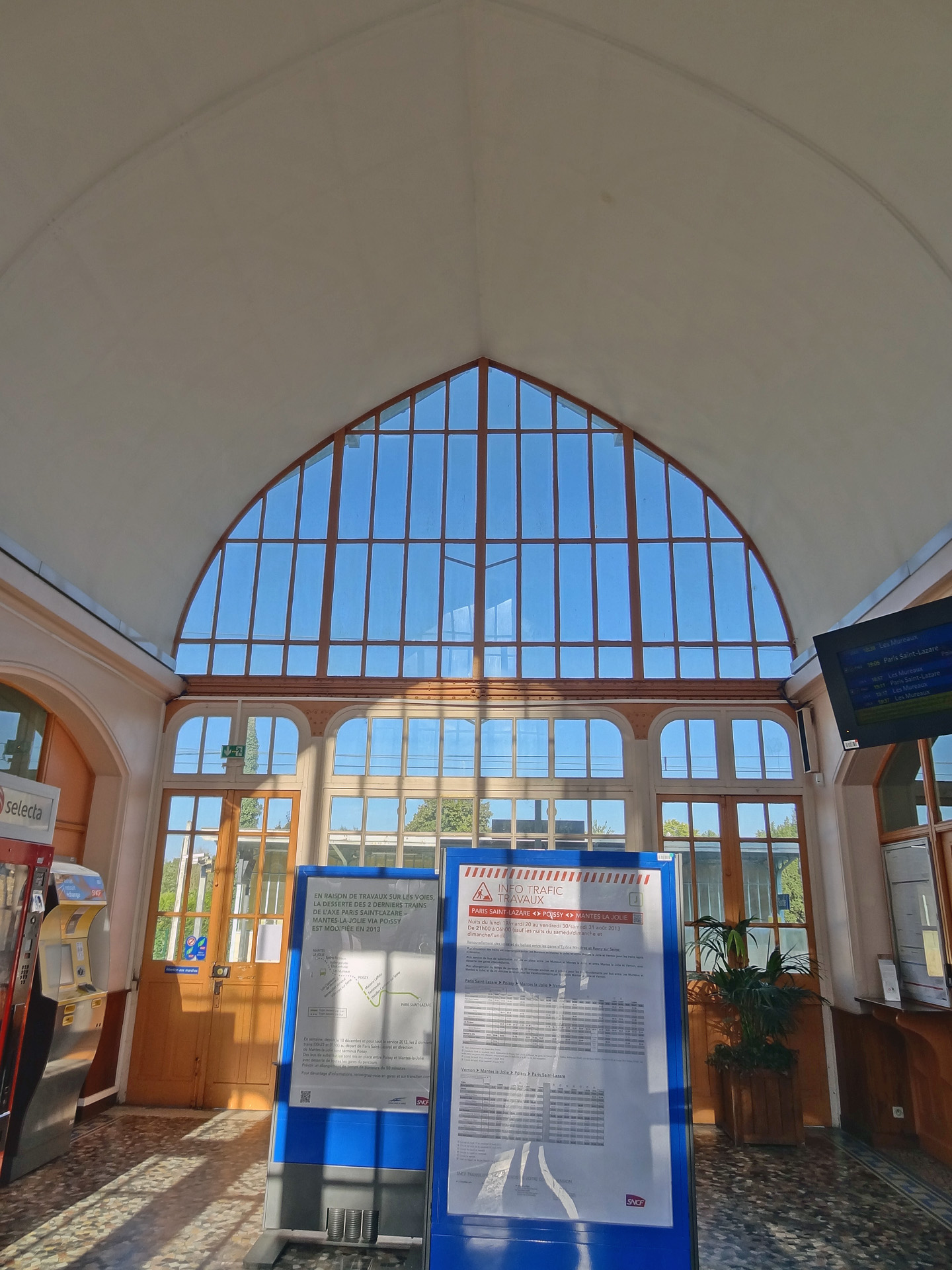
Intérieur.
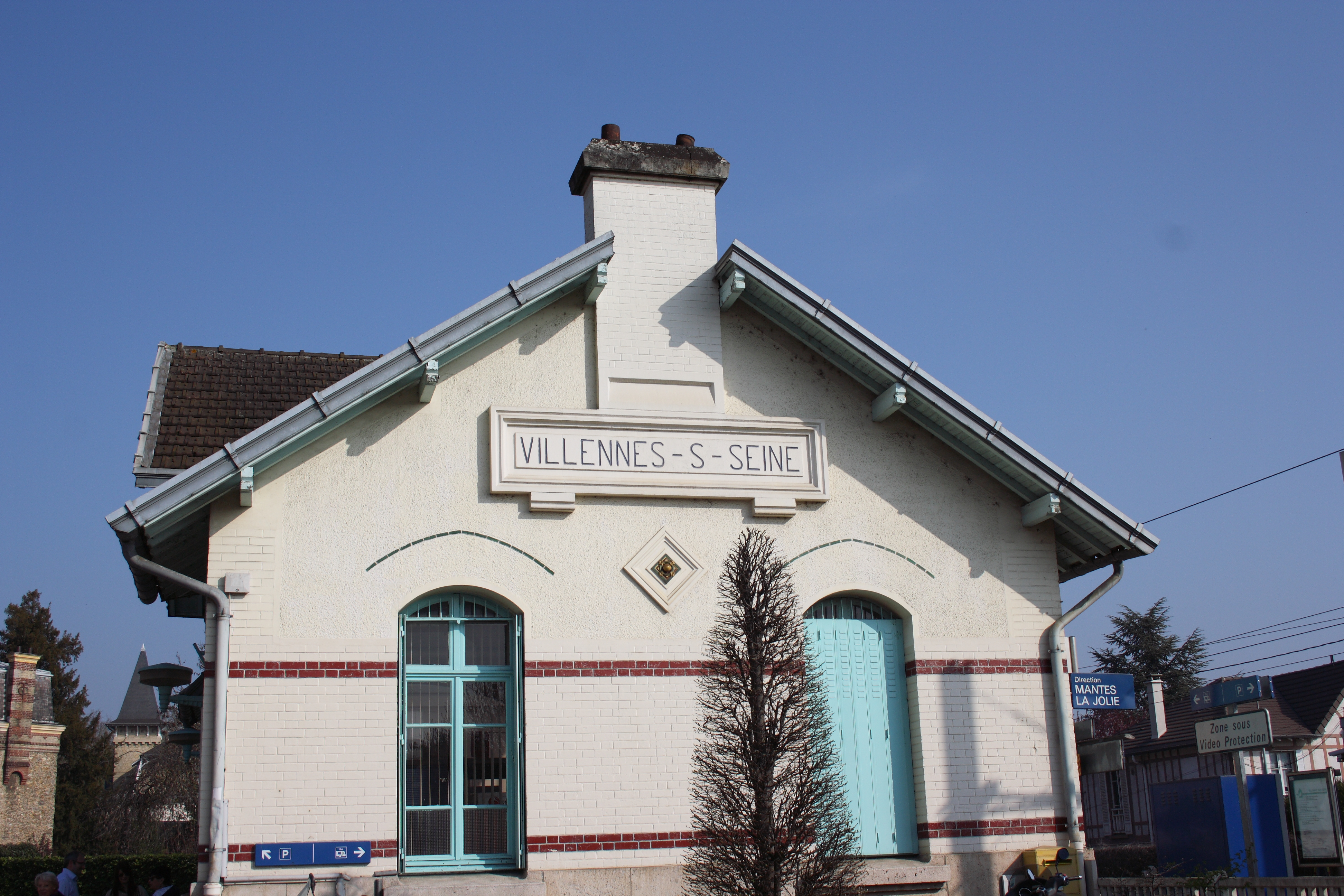
Pignon.
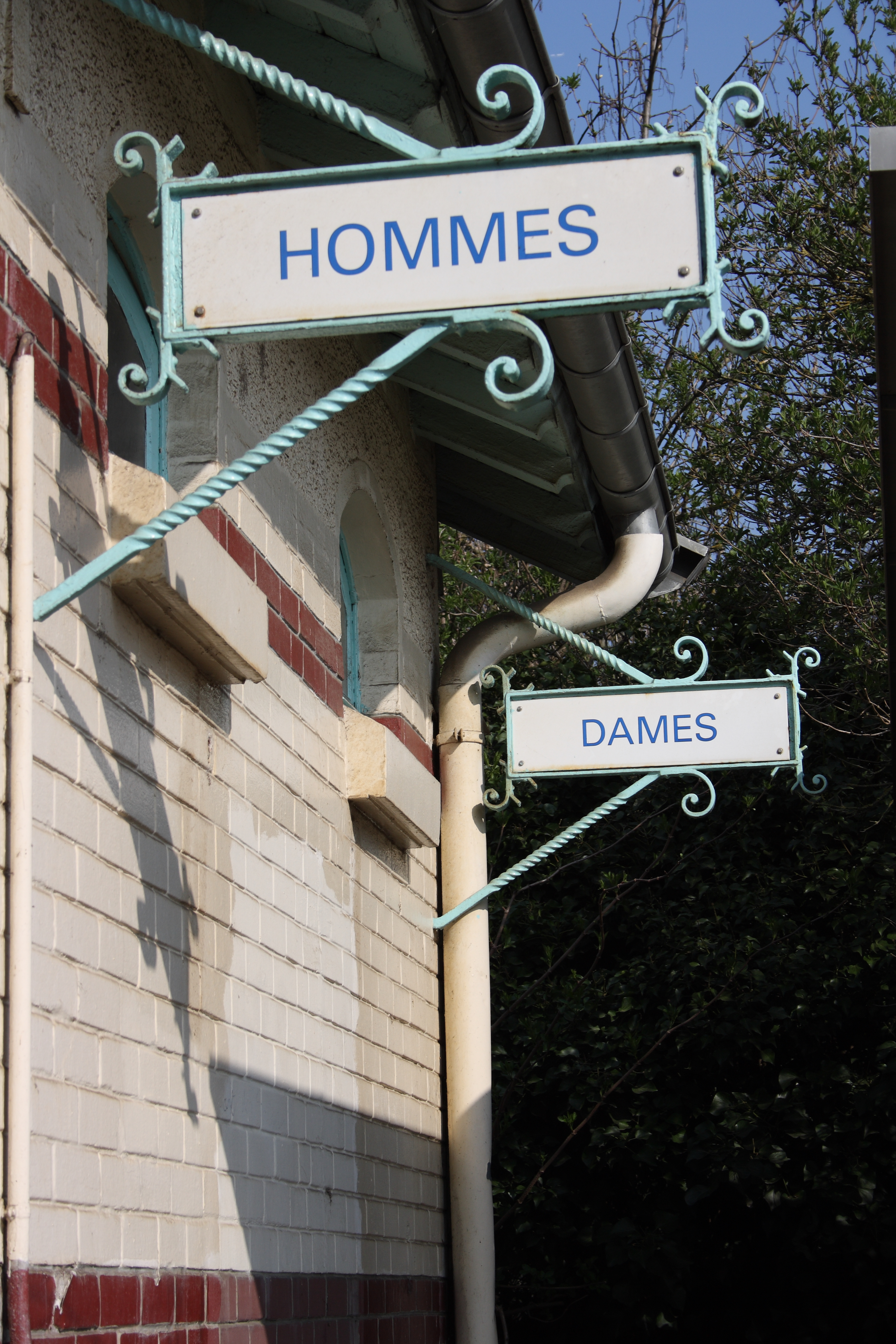
Sanitaires.